# Périgord pourpre
Der Périgord pourpre (französisch) ist zusammen mit dem Périgord blanc, dem Périgord noir und dem Périgord vert eine der vier touristischen Unterteilungen des Périgords, einer Landschaft im Südwesten Frankreichs, 

## Etymologie

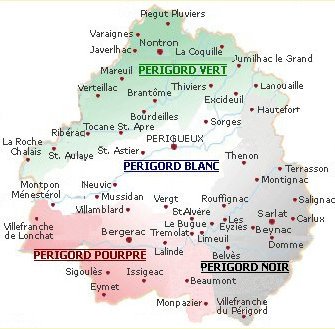
Lagekarte des in vier Farben unterteilten Périgords

Das Französische Adjektiv pourpre hat im Deutschen die Bedeutung purpurn, purpurrot, purpurfarben. Es wurde in Anlehnung an die typischen Herbstfarben der Weinblätter im bedeutenden Weinbaugebiet von Bergerac (mit 13 AOC und 1200 Winzern) gewählt. Das Französische pourpre ist vom Lateinischen purpura abgeleitet, welches seinerseits auf das Altgriechische πορφύρα porphyra zurückgeht.

## Geschichtlicher Hintergrund

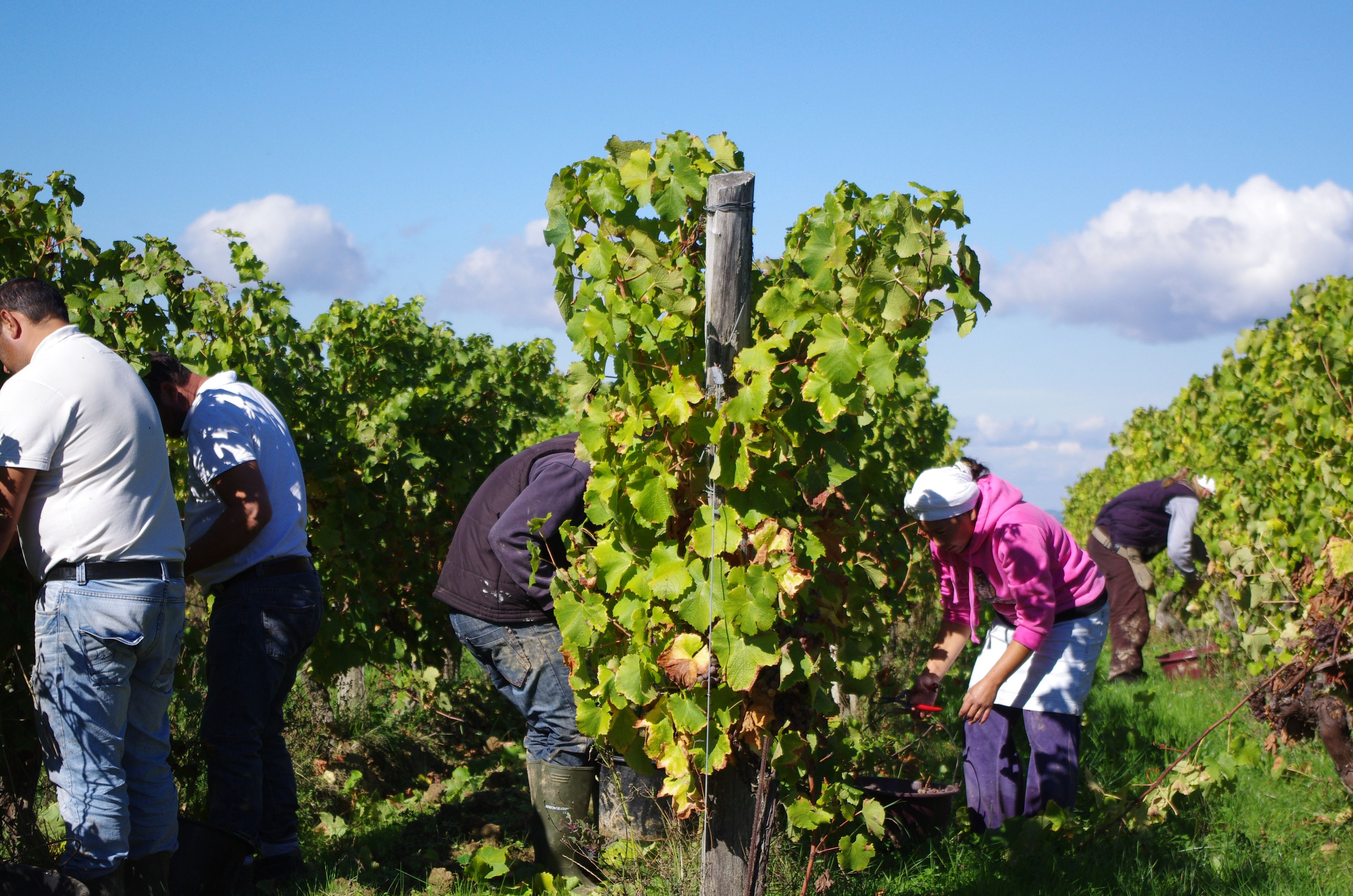
Weinernte in den Côtes-de-Bergerac

Die Bezeichnung Périgord pourpre war in den 1980er Jahren vom Comité départemental du tourisme (CDT) ins Leben gerufen worden, um die bereits bestehenden drei Farben noir (schwarz), blanc (weiß) und vert (grün) zu vervollständigen.

## Geographie
Der Périgord pourpre befindet sich im Süden und Südwesten des Départements Dordogne. Er entspricht mehr oder weniger dem Arrondissement Bergerac oder dem Pays du Grand Bergeracois. Im Unterschied zur Landschaft des Bergeracois schließt der Périgord pourpre neben dem Bergeracois auch die Landschaft des Landais noch mit ein.
Hauptorte im Périgord pourpre sind neben der Unterpräfektur Bergerac die Gemeinden
- Beaumont-du-Périgord
- Eymet
- Issigeac
- Lalinde
- Monpazier
- Sigoulès-et-Flaugeac und
- Villefranche-de-Lonchat.